# Ялмтинское сельское муниципальное образование
Ялмтинское сельское муниципальное образование — сельское поселение в Целинном районе Калмыкии.
Административный центр — посёлок Ялмта.

## География
СМО расположено в восточной части Целинного района Калмыкии. Общая площадь земель в границах СМО составляет 504,4 км2>.
Крупные пресные водоисточники (реки, озера) на территории СМО отсутствуют. СМО испытывает острую нехватку пресной воды.
Ялмтинское СМО граничит:
- на западе (с севера на юг)- с Бага-Чоносовским, Целинным и Ики-Чоносовским СМО Целинного района;
- на юге — с Уланэргинским СМО Яшкульского района;
- на востоке — с Чилгирским СМО Яшкульского района;
- на севере — с Шаттинским СМО Кетченеровского района.

## Население
| 1995 | 2002 | 2009 | 2010 | 2011 | 2012 | 2013 | 2014 | 2015 |
| ---- | ---- | ---- | ---- | ---- | ---- | ---- | ---- | ---- |
| 506  | ↘364 | ↘341 | ↘313 | ↗321 | ↗332 | ↘298 | ↗312 | ↗316 |
| 2016 | 2017 | 2018 | 2019 | 2020 | 2021 |      |      |      |
| →316 | ↗321 | ↗324 | →324 | ↘321 | ↘310 |      |      |      |

Процесс воспроизводства населения в муниципальном образовании характеризуется стабильным естественным приростом населения. Уровень рождаемости в СМО находится на высоком уровне — 15-20 ‰, уровень смертности сопоставим со среднероссийским показателем — 10-12 ‰. Таким образом, среднегодовой естественный прирост в поселении за последние 5 лет составил 10 ‰.
Главной проблемой демографического характера для СМО выступает миграционный отток населения.

### Национальный состав
Население сельского поселения полиэтнично и по состоянию на 2012 год был представлено следующими национальностями:
- калмыки — 120 чел. (34,3 %),
- русские — 37 чел. (10,7 %),
- даргинцы — 159 чел. (45,5 %),
- чеченцы — 22 чел. (6,3 %),
- прочие национальности (казахи, карачаевцы, осетины, татары, украинцы) — 11 чел. (3,1 %).

## Состав поселения
| № | Населённый пункт | Тип населённого пункта          | Население |
| - | ---------------- | ------------------------------- | --------- |
| 1 | Чонта            | посёлок                         | ↗79       |
| 2 | Ялмта            | посёлок, административный центр | ↗266      |

## Экономика
На территории СМО осуществляют хозяйственную деятельность — 1 СПК (СПК «Ялмта»), 20 КФХ, 70 личных подсобных хозяйств